# Red Bluff (Kalifornia)
Red Bluff város az Amerikai Egyesült Államok Kalifornia államában, Tehama megyében, melynek megyeszékhelye is. Lakosainak száma 14 710 fő (2020. április 1.).

## Népesség
A település népességének változása:

| 2010 | 14 076 |
| 2020 | 14 710 |